# 2019年のロシア
2019年のロシア （2019ねんのロシア）では、2019年のロシアに関する出来事について記述する。

## 国家元首等
- 大統領
  - 第4代: ウラジーミル・プーチン （2012年5月7日 - ）
- 首相
  - 第10代: ドミートリー・メドヴェージェフ （2012年5月8日 - 2020年1月16日）

## できごと

### 1月
- 1月18日 - ロシア空軍の戦闘爆撃機、Su-34が間宮海峡の上空で訓練中に衝突事故を起こした[1][2][3]。

### 5月
- 5月5日 - アエロフロート1492便炎上事故。

### 6月
- 6月27日 - アンガラ航空200便着陸失敗事故。

### 8月
- 8月15日 - ウラル航空178便不時着事故。